# Fred Spier
Fred Spier (1952) is cultureel antropoloog en sociaal historicus en sinds 1997 universitair hoofddocent wereld- en mensheidgeschiedenis aan het Instituut voor Interdisciplinaire Studies in Amsterdam.
Hij studeerde eerst biochemie aan de Universiteit Leiden en deed tijdens zijn studie twee jaar onderzoek in de plantengenetica. Daarna begon hij aan een studie culturele antropologie aan de Universiteit van Amsterdam gevolgd door sociale geschiedenis. In de jaren tachtig deed hij als cultureel antropoloog onderzoek in de Peruaanse Andes naar religie, politiek en ecologie.
In 1994 startte hij met Joop Goudsblom de interdisciplinaire cursus Geschiedenis in het Groot of big history, geïnspireerd door de Australische historicus David Christian.